# Peter Jeffrey (militaire australien)
Pour l’article homonyme, voir Peter Jeffrey.
Peter Jeffrey, D.S.O., D.F.C, né le 6 juillet 1913 et mort le 10 avril 1997, est un officier et un as de l'aviation de la Royal Australian Air Force (RAAF), l'aviation militaire australienne.
Né à Tenterfield, en Nouvelle-Galles du Sud, il intègre la RAAF en tant que réserviste en 1934, et est transféré dans la Permanent Air Force (PAF) peu avant le déclenchement de la Seconde Guerre mondiale. Envoyé au Moyen-Orient en juillet 1940, Jeffrey rejoint la 3e escadre de la RAAF, dont il prend le commandement l'année suivante. Il est alors décoré de la Distinguished Flying Cross pour son énergie et ses aptitudes au combat. Il est nommé en novembre 1941 chef d'une division aérienne de la Royal Air Force, la No. 234 Wing RAF, et entre le mois suivant dans le cercle des as de l'aviation, avec cinq victoires personnelles en combat aérien. Il est décoré le mois suivant de l'Ordre du service distingué pour l'ensemble de son action, dont le sauvetage d'un pilote dont l'avion s'était écrasé dans le désert.
En 1942, Peter Jeffrey est envoyé dans le Pacifique, afin d'organiser la 75e escadre dans le cadre de la bataille de Port Moresby (en), en Nouvelle-Guinée, et de la 76e escadre dans le cadre de la bataille de la baie de Milne. Il a ensuite, et jusqu'à la fin de la guerre, servi à deux reprises dans la No. 2 Operational Conversion Unit RAAF, entrecoupées du commandement de la No. 1 Wing RAAF entre 1943 et 1944. Après la fin de la guerre, Jeffrey intègre l'armée de réserve de la RAAF, puis intègre à partir de 1951 la Permanent Air Force. Il est alors responsable de postes d'entraînement à Victoria et de commandement à la base aérienne d'Edinburgh, en Australie-Méridionale. Il se réengage en 1956.
Il meurt en 1997, à l'âge de 83 ans à Surfers Paradise.

## Sources
- (en) Cet article est partiellement ou en totalité issu de l’article de Wikipédia en anglais intitulé « Peter Jeffrey (RAAF officer) » (voir la liste des auteurs).